# Charles Yohane
Charles Yohane (* 26. August 1973 in Mbare; † 12. Februar 2022 in Soweto, Südafrika) war ein simbabwischer Fußballspieler. Der Außenverteidiger und Mittelfeldspieler bestritt einen Großteil seiner Spielerkarriere in Südafrika.

## Sportlicher Werdegang
Yohane begann seine Karriere im Erwachsenenbereich Anfang der 1990er Jahre bei Fire Batteries aus Chitungwiza. 1994 spielte er kurzzeitig für den südafrikanischen Klub African Wanderers, kehrte aber anschließend nach Simbabwe zurück und spielte für CAPS United. 1996 wechselte er zurück nach Südafrika in die neu geschaffene Premier Soccer League, wo er sich AmaZulu Durban anschloss. Nach einer Spielzeit zog er innerhalb der südafrikanischen Meisterschaft zur Mannschaft der Wits University weiter. Hier blieb er neun Spielzeiten, 2004 stieg er dabei mit dem Klub in die zweitklassige National First Division ab. Nach einer weiteren Saison wechselte er innerhalb der zweithöchsten Spielklasse zu FC AK Roodeport, dort beendete er 2008 seine aktive höherklassige Karriere. Später kehrte er zu Reservemannschaft des nach Übernahme durch die Bidvest Group in Bidvest Wits umbenannten Wits-University-Teams zurück und war parallel als Trainer im Jugendbereich tätig, verlor aber nach dem Verkauf der Erstligalizenz an Tshakhuma Tsha Madzivhandila FC und der damit verbundenen Schließung der Nachwuchsakademie Ende 2020 seine Anstellung.
Zwischen 1996 und 2007 lief Yohane unregelmäßig für die simbabwische Nationalmannschaft auf. Mit der Auswahl nahm er jeweils am Afrika-Cup 2004 und 2006 teil, als sie sich erstmals in der Geschichte für das Kontinentalturnier qualifizieren konnte. Beide Male schied sie bereits in der Vorrunde aus. In 28 Länderspielen erzielte er drei Tore. 
Yohane wurde im Februar 2022 mit seinem Auto an einer Ampel stehend überfallen und mit Kopfschüssen getötet, er wurde 48 Jahre alt.